# Nước băng tan

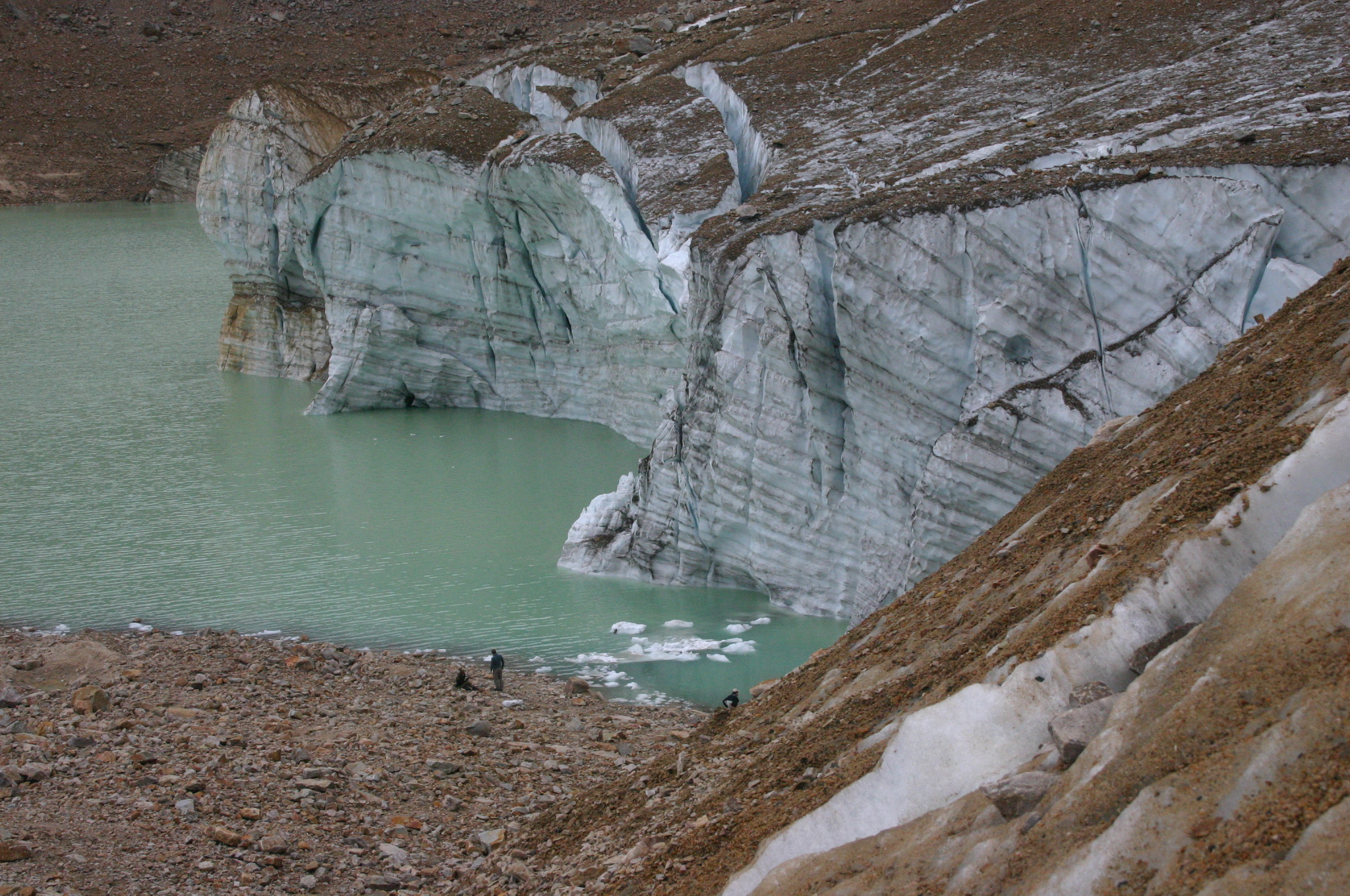
Nước băng tan từ núi Edith Cavell tới Cavell Glacier

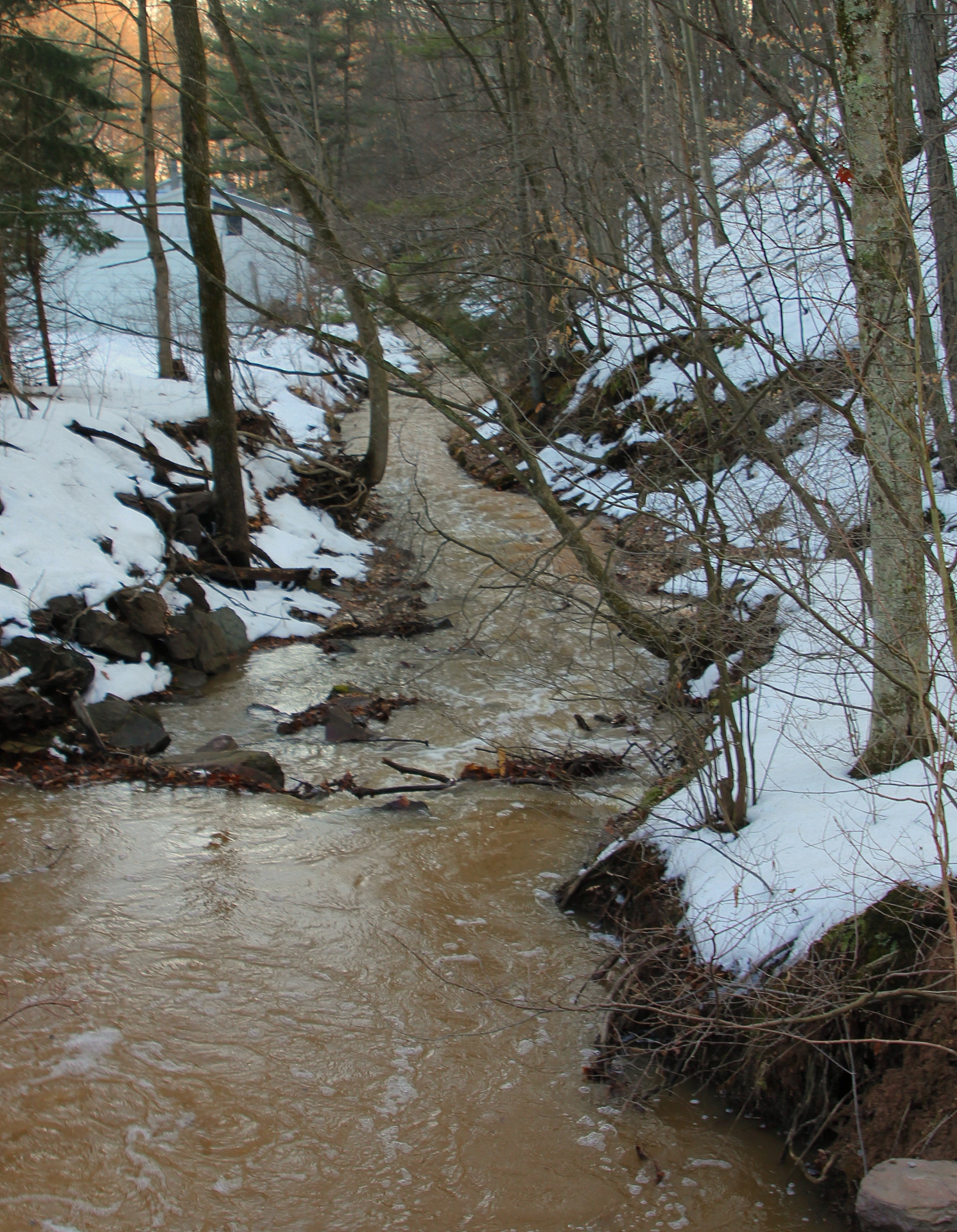
Nước băng tan vào đầu mùa xuân ở dòng suối ở Pennsylvania

Nước băng tan là nước được giải phóng bởi sự tan chảy của tuyết hoặc băng, bao gồm sông băng, tảng băng trôi và thềm băng trên đại dương. Nước băng tan thường được tìm thấy trong vùng băng hà, nơi mức độ tuyết phủ ngày càng giảm do ấm lên toàn cầu.
Khi nước băng tan đọng lại trên bề mặt thay vì chảy đi, nó tạo thành các ao, hồ băng tan. Khi thời tiết trở nên lạnh hơn nước băng tan thường sẽ đóng băng lại. Nước băng tan có thể thu thập hoặc tan chảy dưới bề mặt của băng. Những hồ nước này, được gọi là hồ sông băng có thể hình thành do sức nóng địa nhiệt và ma sát.

## Nước băng tan từ sông băng

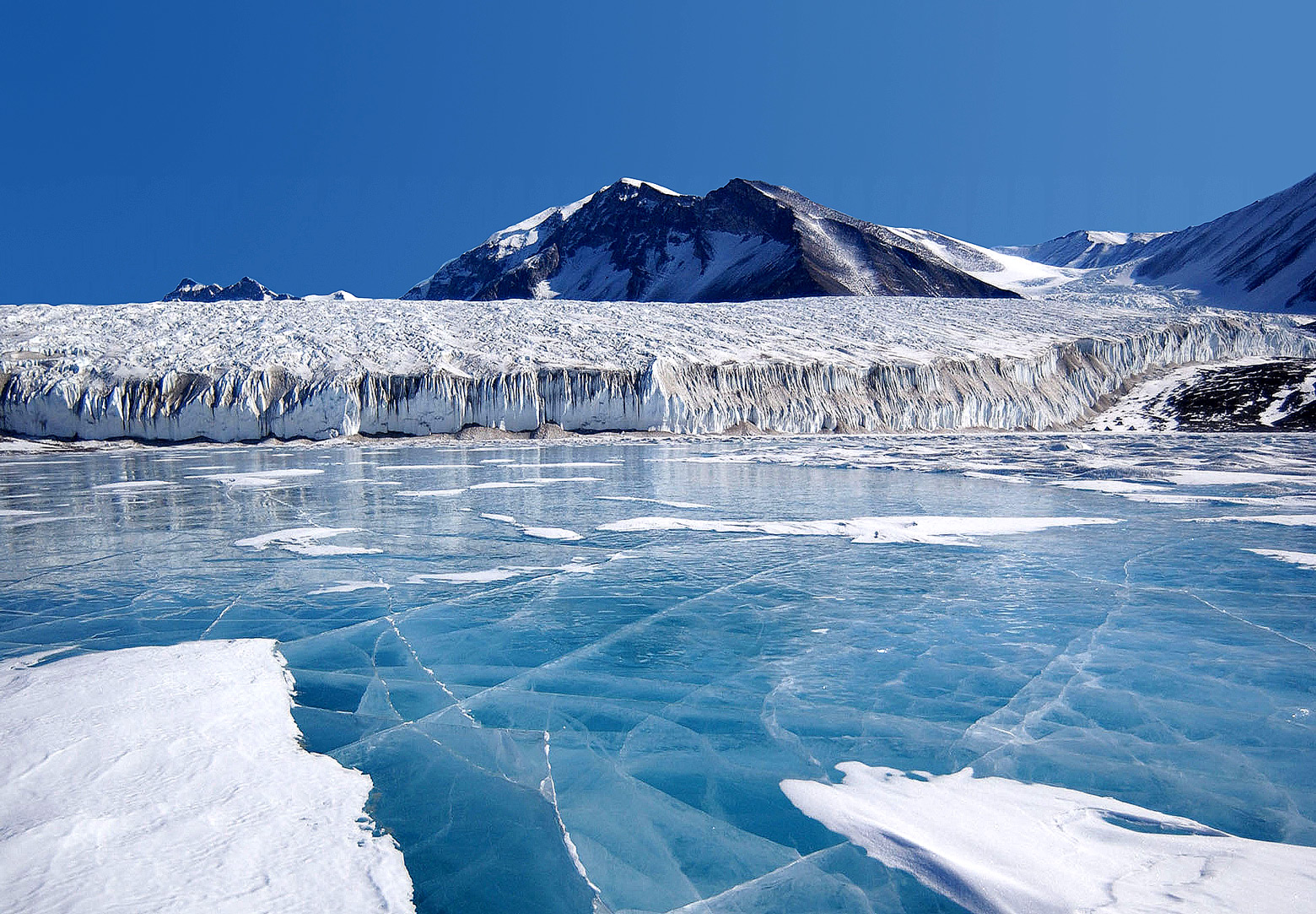
Nước băng tan đông lạnh trở lại từ sông băng Canada, ở Nam Cực

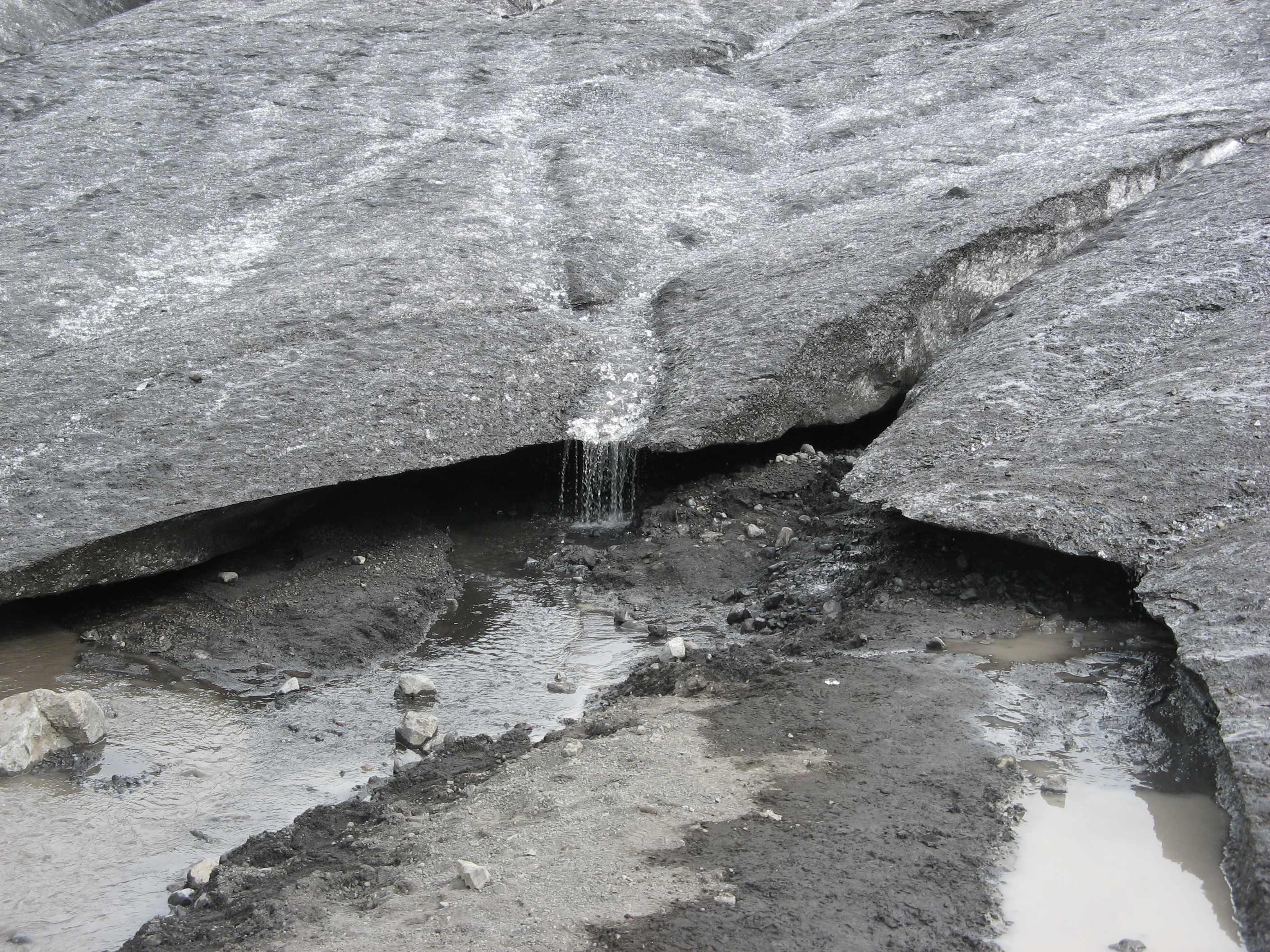
Nước băng tan ở Skaftafellsjökull, Iceland